# 杰里·巴斯克维尔
杰里·W·巴斯克维尔（英語：Jerry W. Baskerville，1951年11月10日—），美国NBA联盟前职业篮球运动员。